# Lesbra graueri
Lesbra graueri är en skalbaggsart som först beskrevs av Hintz 1916.  Lesbra graueri ingår i släktet Lesbra och familjen långhorningar. Inga underarter finns listade i Catalogue of Life.